# Half Baked
Half Baked es una película de comedia de 1998 protagonizada por Dave Chappelle, Jim Breuer, Harland Williams y Guillermo Díaz. La película estuvo dirigida por Tamra Davis, y coescrita por la estrella Dave Chappelle y Neal Brennan (Brennan luego fue un escritor en Chappelle's Show). Las apariciones incluyen a Steven Wright, Tommy Chong, Janeane Garofalo, Willie Nelson, Tracy Morgan, Snoop Dogg, Jon Stewart, Stephen Baldwin, y Bob Saget.

## Sinopsis
Cuatro hombres, desde pequeños amigos, viven en Nueva York. Uno de los cuatro amigos es arrestado por provocar la muerte de un caballo de la policía de Nueva York al que ha alimentado con toda clase de comida y que resultó ser diabético. Sus amigos intentarán sacarlo de la cárcel. Por ello venden marihuana que uno de ellos robó en el laboratorio de su trabajo como conserje para pagar la fianza.